# Baptisterium ve Volteře
Baptisterium sv. Jana stojí v historickém jádru toskánského města Volterra, před katedrálou Nanebevzetí Panny Marie.

## Budova
Stavba oktagonálního půdorysu je datována do 13. století.
Fasáda je zdobena zeleným a bílým mramorem, typickým pro toskánské sakrální stavby, a románským portálem od Pisana. 

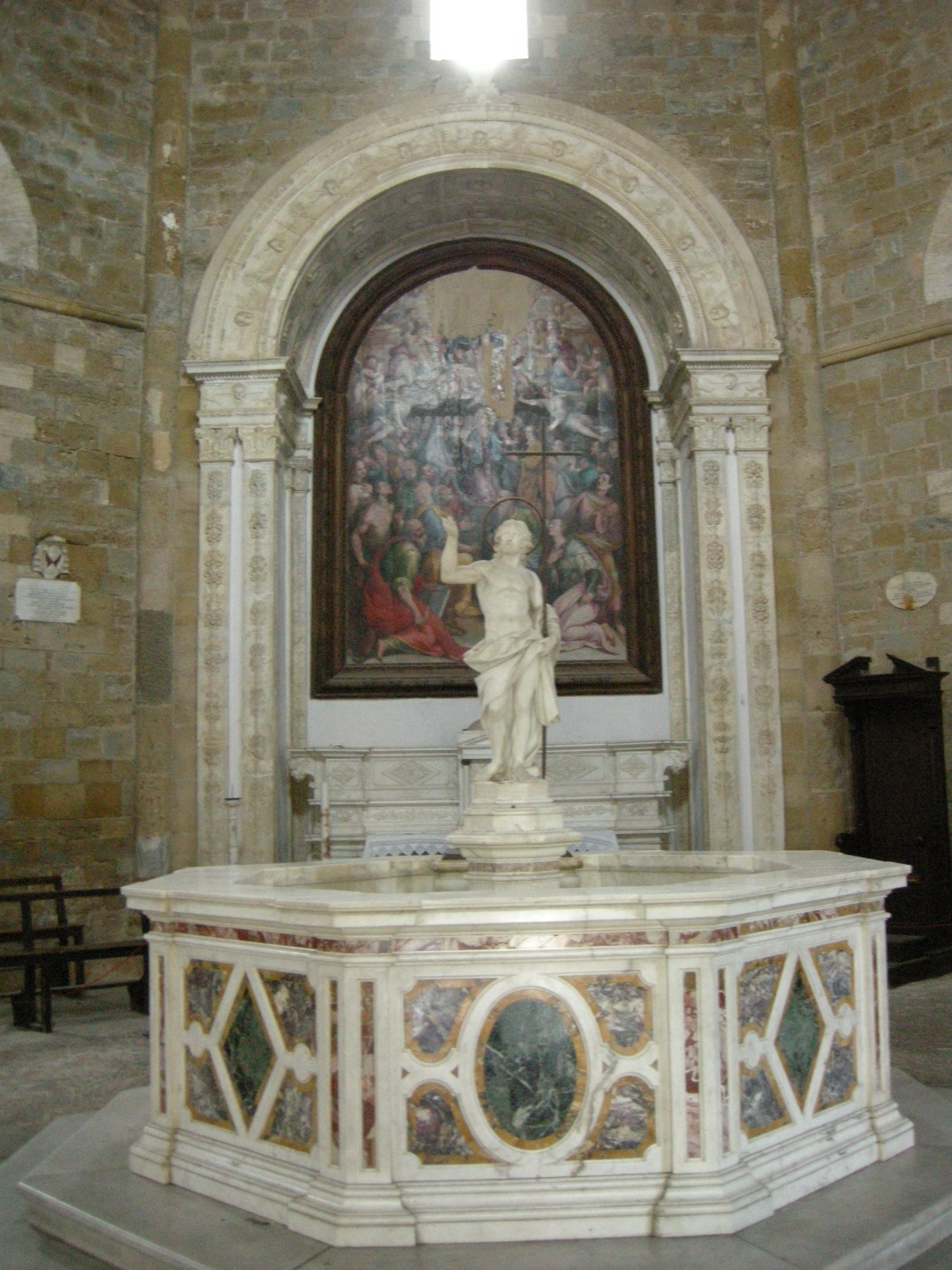
Křtitelnice

Interiér zdobí šest nik zastřešených kupolí. Naproti hlavním dveřím se nachází oltář z roku 1700.
Dekorace apsidy – obraz Ascensione od Cercignaniho, visí nad oltářem, dílem Balsimelliho da Settignan dle návrhu Mina da Fiesole. Dílo bylo poškozeno během 2. světové války.
Napravo od oltáře je starobylá křtitelnice od Sansovina z roku 1502.
Tvůrcem velké centrální křtitelnice je Giovanni Vaccà (1759).
Napravo od vchodu je mramorový etruský náhrobní kámen, který plní funkci kropenky.